# 圣方济各圣殿 (帕尔马)
圣方济各圣殿（加泰罗尼亚语：Sant Francesc de Palma）是帕尔马最好的建筑群之一。修道院创建于1232年，在1281年搬迁，建造了现在的建筑。在 海梅二世的保护下，他的儿子方濟各會教士海梅在这里修道。

## 历史
在13-14世纪，圣方济各堂区对马略卡的文化生活产生了巨大影响。几个世纪以来，胡尼佩罗·塞拉神父等著名人物在那里学习。1832年它转为世俗用途，1906年又回到方济各会，重新成为修道院，并开设了一所学校 和一个文化中心。 

## 建筑
这座教堂建于1281年至1317年之间，为加泰罗尼亚哥特式风格；拥有一个中殿，八个侧面小堂和多边形后殿，后者添加于1445年至1670年之间。内部正祭台上的祭坛画，巴洛克风格，是阿拉贡的琼（Joan d'Aragó）的作品。咏经席建于15世纪；以及拉蒙·柳利的坟墓，在司祭席左侧的小堂中，是弗朗西斯科·萨格雷拉（Francesc Sagrera）的作品（1478年）。
立面为17世纪重建，是弗朗西斯·埃雷拉（Francesc Herrera）的作品（1697年），巴洛克风格的大门引人注目，玫瑰窗是玻璃制造商佩雷·科马斯（Pere Comas）的作品。
附属于教堂的壮丽的修道院回廊建于14至17世纪，几面是细长柱子的拱廊。其中北廊最古老；与教堂相连的西廊和南廊较新（15世纪）。上层拱廊可以追溯到16和17世纪。